# Horský pramen
Horský pramen (obchodním názvem Nartes) je pramenitá voda z podzemního zdroje v Nízkém Jeseníku, v lokalitě Roudno v okrese Bruntál. Zde vyvěrá z hloubi 170 metrů na povrch země. Pramen objevil v roce 1989 hydrogeolog RNDr. Vladimír Řezníček. Zdroj Horského pramene patří mezi artéské prameny, voda z něj na povrch vytéká pod tlakem.
Tato voda má nízký obsah minerálních látek (do 500 mg/l) a sodíku a používá se především pro přípravu kojenecké stravy a jako součást nízkosodíkové diety. 
Horský pramen patří do portfolia společnosti Nutrend.
V roce 2013 byla kojenecká voda Horský pramen vyhlášena regionální potravinou Moravskoslezského kraje.

## Produkty z Horského pramene
- Kojenecká voda
- Pramínek (350 ml)
- HORSKÝ PRAMEN jemně perlivá voda(1,5 l)
- HORSKÝ PRAMEN SPORT (750 ml)
- Čistá pramenitá voda HORSKÝ PRAMEN (barel 18,9 l)
- KOLČA (2 l)